# SuperGrave
Pour plus de détails, voir Fiche technique et Distribution.
SuperGrave ou Supermalades au Québec (Superbad) est un film américain réalisé par Greg Mottola, sorti en 2007.

## Synopsis
Seth et Evan sont amis d'enfance. Malheureusement, c'est la fin des années lycée pour eux deux, et l'année prochaine, ils seront séparés car ils entreront dans deux universités différentes. Mais avant d'entrer à l'université, ils comptent bien avoir leur première expérience sexuelle. Il ne reste plus qu'une seule soirée avant les grandes vacances, et ils espèrent atteindre leur but. Malheureusement, ces deux étudiants n'appartiennent pas aux groupes dominants du lycée. Ils doivent compter sur un de leurs amis, surnommé Fogell, qui s'est procuré une fausse carte d'identité, et sur laquelle il a fait écrire « McLovin, Hawaïen, 25 ans et donneur d'organes ». C'est grâce à cette fausse carte qu'ils vont pouvoir acheter de l'alcool et tenter d'atteindre leurs objectifs,.

## Fiche technique
- Titre original : Superbad
- Titre français : SuperGrave
- Titre québécois : SuperMalades
- Réalisation : Greg Mottola
- Scénario : Seth Rogen et Evan Goldberg
- Musique : Lyle Workman (en)
- Photographie : Russ T. Alsobrook
- Montage : William Kerr
- Décors : Chris L. Spellman
- Costumes : Debra McGuire
- Production : Judd Apatow, Evan Goldberg, Shauna Robertson et Seth Rogen
- Sociétés de production : Columbia Pictures et Apatow Productions
- Sociétés de distribution :  Columbia Pictures ;  Sony Pictures
- Budget : 20 millions de dollars (14,78 millions d'euros)
- Pays d'origine : États-Unis
- Langue : anglais
- Format : Couleurs - 1,85:1 - DTS / Dolby Digital / SDDS - HDV - 35 mm
- Genre : Comédie
- Durée : 114 minutes
- Dates de sortie : 
  - États-Unis, Canada : 17 août 2007
  - France, Belgique : 31 octobre 2007

## Distribution
- Jonah Hill (VF : Donald Reignoux ; VQ : Olivier Visentin) : Seth
- Michael Cera (VF : Alexis Tomassian ; VQ : Nicholas Savard L'Herbier) : Evan
- Christopher Mintz-Plasse (VF : Arthur Pestel ; VQ : Sébastien Reding) : Fogell alias McLovin
- Bill Hader (VF : Lionel Tua ; VQ : Pierre Auger) : l'officier Slater
- Seth Rogen (VF : Gilles Morvan ; VQ : Tristan Harvey) : l'officier Michaels
- Emma Stone (VF : Elisabeth Ventura ; VQ : Geneviève Désilets) : Jules
- Martha MacIsaac (VF : Karine Foviau) : Becca
- Joe Lo Truglio (VF : Axel Kiener) : Francis, le chauffeur
- Kevin Corrigan (VF : Serge Faliu ; VQ : Paul Sarrasin) : Mark
- Marcella Lentz-Pope (VF : Sandrine Cohen) : Gaby
- Dave Franco : Greg, le joueur de soccer
- Scott Gerbacia (VQ : Guillaume Champoux) : Jesse
- David Krumholtz (VQ : Sylvain Hétu) : Benji Austin
- Martin Starr : James Masselin
- Lauren Miller : Scarlett Brighton
- Donna Hardy (VF : Claude Chantal) : la vieille dame du supermarché
- Carla Gallo : la fille qui a ses règles
- Stacy Edwards (VQ : Julie Burroughs) : la mère d'Evan
- Steve Bannos (VF : Mathias Kozlowski) : le professeur de math
- Casey Margolis : Seth, jeune
- Laura Marano : Becca, jeune
- Clark Duke : le jeune à la fête

- Version française
  - Studio de doublage : Les Studios de Saint-Ouen
  - Direction artistique : Patrick Floersheim
  - Adaptation : Bob Yangasa

Source et légende : Version française (VF) sur AlloDoublage et Version québécoise (VQ) sur Doublage Québec

## Autour du film
- Le tournage a débuté le 18 septembre 2006 et s'est déroulé à Culver City, El Segundo, Glendale et Los Angeles.
- Ce film générationnel réunit Bill Hader et Seth Rogen, qui avaient déjà joué ensemble dans Toi et moi... et Dupree (2006) et ont tourné En cloque, mode d'emploi (2007), sans avoir de scènes communes. Ils se sont de nouveau retrouvés sur Délire Express (2008), dans lequel ils n'ont également pas de scènes communes.
- Seth Rogen et Evan Goldberg, qui s'avèrent être des amis d'enfance, ont écrit le script de SuperGrave à 13 ans, racontant par la suite qu'ils ont voulu savoir s'ils étaient capables d'écrire un scénario[5]. De plus, les deux personnages principaux portent les prénoms des deux scénaristes[5].
- Le mot fuck est prononcé à 186 reprises tout le long du film, dont 84 fois par le personnage de Jonah Hill[5].
- L'actrice pornographique Aurora Snow fait une brève apparition caméo.
- Produit par Judd Apatow, Supergrave permet au producteur de travailler avec ses complices habituels tels que la productrice Shauna Robertson, l'acteur - scénariste - producteur Seth Rogen, les acteurs Jonah Hill, Bill Hader, Steve Bannos, Martin Starr, Carla Gallo et David Krumholtz et le compositeur Lyle Workman (en), mais aussi de tourner avec d'autres acteurs qu'il retrouvera par la suite tels que Michael Cera, Danny McBride et Kevin Corrigan.
- Réalisé avec une distribution sans stars et un budget relativement « modeste » de 20 millions de dollars (14,68 millions d'euros), c'est une comédie qui est parvenue à surpasser des blockbusters comme Rush Hour 3 dès sa sortie dans les salles nord-américaines[6].

## Bande originale
- Panama, interprété par Van Halen
- Too Hot to Stop, interprété par The Bar-Kays
- Do Me, interprété par Jean Knight
- P.S. I Love You, interprété par Curtis Mayfield
- Here I Come, interprété par The Roots
- Bustin' Out (On Funk), interprété par Rick James
- Roda, interprété par Sergio Mendes
- Soul Finger, interprété par The Bar-Kays
- Big Poppa, interprété par The Notorious B.I.G.
- Feels Like the First Time, interprété par Foreigner
- Pork And Beef, interprété par The Coup
- These Eyes, interprété par The Guess Who
- Are you Man Enough ?, interprété par The Four Tops

## Distinctions

### Nominations
- 2007 : prix du meilleur film de l'été